# Savissivik Helistop
Savissivik Helistop (IATA: , ICAO: BGSV) er en grønlandsk flyveplads beliggende i Savissivik med asfaltlandingsområde på 20 m x 30 m. I 2008 var der 199 afrejsende passagerer fra flyvepladsen fordelt på 81 starter (gennemsnitligt 2,46 passagerer pr. start).
Savissivik Helistop drives af Mittarfeqarfiit, Grønlands Lufthavnsvæsen. Statens Luftfartsvæsen fører tilsyn med flyvepladsen.

## Eksterne links
- AIP for BGSV fra Statens Luftfartsvæsen Arkiveret 8. marts 2012 hos  Wayback Machine